# Commiphora guidottii
Commiphora guidottii là một loài thực vật có hoa trong họ Burseraceae. Loài này được Chiov. ex Guid. mô tả khoa học đầu tiên năm 1931.